# ウィリアム・レズリー (第3代ロシズ伯爵)
第3代ロシズ伯爵ウィリアム・レズリー（英語: William Leslie, 3rd Earl of Rothes、15世紀 – 1513年9月9日）は、スコットランド貴族。兄ジョージの代に多くの領地を失っており、それを取り戻すことに奔走したが、スコットランド王ジェームズ4世から領地回復を承諾された数週間後、フロドゥンの戦いでジェームズ4世とともに戦死した。

## 生涯
マスター・オブ・ロシズのアンドルー・レズリー（Andrew Leslie, Master of Rothes、1440年代 – 1478年1月までに没、初代ロシズ伯爵ジョージ・レズリーの息子）と妻エリザベス（Elizabeth、1508年ごろ没、初代ケイスネス伯爵ウィリアム・シンクレアの娘）の三男として生まれた。
兄にあたる第2代ロシズ伯爵ジョージ・レズリーの行動が目に余るため、スコットランド王ジェームズ4世は1506年3月2日に2代伯爵が「それほど高貴で有名な家系」（so noble and famous a house）を荒廃させないよう助言する権利をウィリアムに与えた（実質的には2代伯爵の後継者の継承権を取り上げてウィリアムに与えた）。ウィリアムは兄の代に差し押さえられたバリンブライの男爵領を1510年に買い戻すことに成功、1511年8月7日には国王の認可状でイースター・ファイシー（Easter Fithie）の領地を与えられた。
1513年2月24日と3月31日に兄が死去すると、ロシズ伯爵位を継承した。同年3月31日、スコットランド王国議会は1510年の男爵領買い戻し協定を批准、6月29日には2代伯爵に科された違法占拠賠償金が国王ジェームズ4世により免除され、7月14日にはジェームズ4世が買い戻し協定を再確認した。しかし、数週間後の9月9日、ロシズ伯爵はジェームズ4世とともにフロドゥンの戦いで戦死した。長男ジョージが爵位を継承した。

## 家族
ジャネット・バルフォア（Janet Balfour、1490年ごろまたはそれ以前 – 1520年ごろまたはそれ以降、サー・マイケル・バルフォアの娘）と結婚、3男1女をもうけた。
- ジョージ（1558年11月28日没） - 第4代ロシズ伯爵
- ジョン（1585年9月6日没） - 1542年7月10日までにユーフェミア・モンクリーフ（Euphemia Moncrieff、サー・ジョン・モンクリーフの次女）と結婚、2女をもうけた[1]
- ジェームズ（1576年10月13日没[1]）
- グリセル（Grisel） - 1529年6月8日、ヘンリー・ウォードロー（Henry Wardlaw、ジョン・ウォードローの息子）と結婚。ウォルター・ヘリオット（Walter Heriot）の未亡人だったとされる[1]